# Taenaris cyclops
Taenaris cyclops är en fjärilsart som beskrevs av Otto Staudinger 1893. Taenaris cyclops ingår i släktet Taenaris och familjen praktfjärilar. Inga underarter finns listade i Catalogue of Life.